# Párta (botanika)

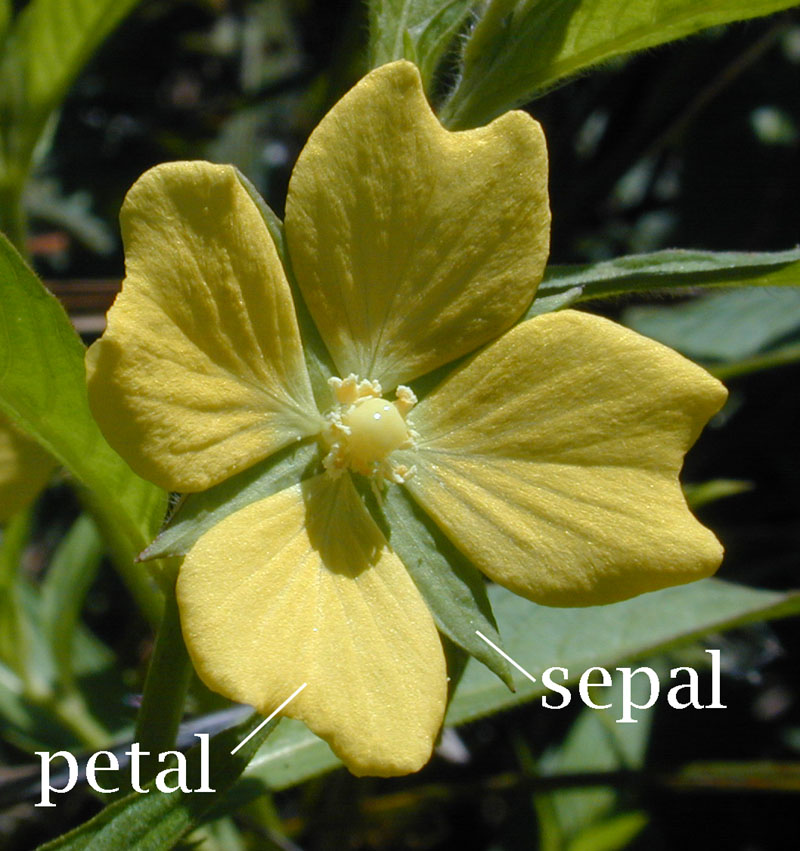
Sziromlevél (petalium) és csészelevél (sepalium) a kétnemű virágtakaróban.

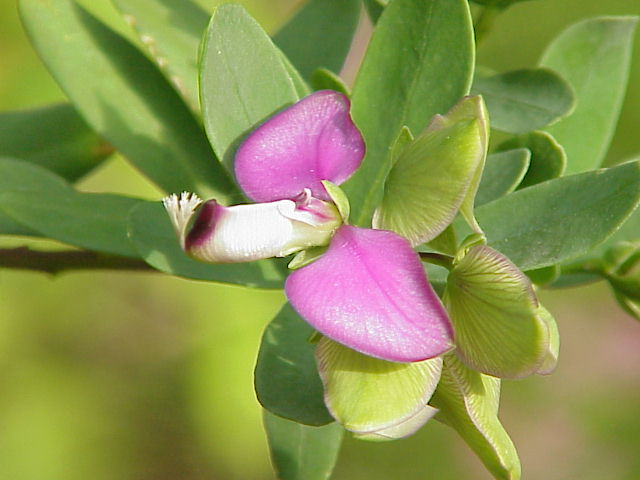
A pillangósvirágúak zigomorf szimmetriájú virága színes pártával

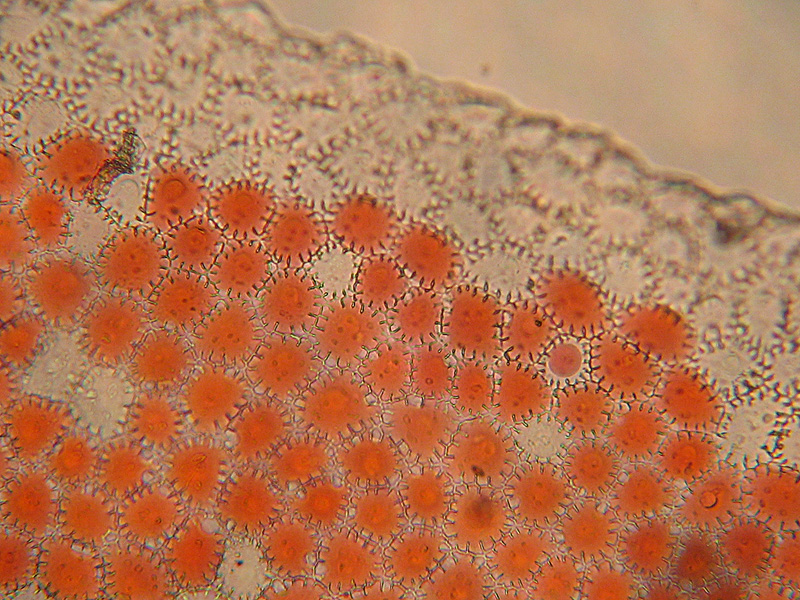
Egy Geranium-faj piros sziromlevelének mikroszkópos képe

A párta (corolla; virágképletbeli jele: C) a kétnemű virágtakarójú virágok belső takaróköre, a sziromlevelek (petala) összessége. A pártát a csésze övezi.
A sziromlevelek a törzsfejlődés folyamán vagy fellevelekből differenciálódtak, vagy a porzók alakultak át szirmokká. Ez utóbbi jelenséget láthatjuk a tündérrózsák és a telt virágú kerti rózsák virágjaiban is.
A sziromlevelek színe általában igen feltűnő. A színt a sziromepidermisz sejtjeinek sejtnedvében lévő antociánok vagy – ritkábban – citoplazmában lévő kromoplasztiszok okozzák. A fehér színű virágszirmokból hiányzik a festékanyag, s a sejtek közötti járatokat levegő tölti ki, s ezek teljes fényvisszaverődést eredményeznek, innen a „fehér” szín.
A párta lehet szabad szirmú (corolla choripetala; pl. rózsa) és forrt szirmú (corolla synpetala). Ez utóbbi esetben is el lehet különíteni pártacimpákat, melyek megmutatják, hogy hány sziromból forrt össze a párta. A párta alakja és kifejlődése egyes csoportokban nagyon sajátos lehet: pillangós (pillangósvirágúak – Fabaceae: pl. borsó), ajakos (árvacsalánfélék – Lamiaceae: pl. árvacsalán), rövid-tölcséres (harangvirágfélék – Campalunaceae: pl. harangvirág), hosszú-tölcséres (pl. csattanó maszlag), csöves illetve nyelves párta (fészkesvirágzatúak – Asterales) stb. A forrt párta részei a következők: cső (tubus corollae), torok (faux corollae) és perem (limbux corollae). (Ugyanezeket a részeket mellesleg a forrt vésze esetében is igencsak megkülönböztethetjük.) 

A megtermékenyítés után a párta lehullik, de kivételesen itt is bekövetkezhet a virágzás elején (pl. szőlő). Kóros, teratológiás jelenség nagyon gyakran előfordul a sziromleveleknél, pl. a szirom fellevéllé vagy egyenesen lomblevéllé alakul, sőt olykor a porzók alakulnak át félig-meddig sziromlevelekké. 
Szövettani szerkezetükben a sziromlevelek egyszerűbbek, mint a lomblevelek. A felületén lévő elsődleges bőrszövet (sziromepidermisz) egyrétegű, radiális falai egyenesek vagy gyengén hullámosak, külső tangenciális faluk gyakran papillás, melytől a szirmok tapintása bársonyos. Néha intercellulárisok, sejtközötti járatok is kialakulhatnak a bőrszöveti sejtek között, de ezek csak a szirom belseje felé nyitottak, a külső felületen kutikula zárja le őket. A sztómák száma kevés, sokszor nem kellőképpen differenciáltak a működéshez. Egyes epidermiszsejtek éteres olajokat választanak ki, melyek a virág illatát okozzák. Olykor külön illatképző virágrészek, ozmofórák alakulnak ki. A bőrszöveti alatti levélközépi alapszövet, az ún. mezofillum csak néhány sejtsoros homogén, szivacsos szerkezetű parenchimából áll. A szirom szállítószövetei 1, 3 vagy több, páratlan számú edénynyalábba rendeződnek. Az erezet párhuzamos vagy szárnyas, a nyalábok szilárdító elemei redukáltak.